# پیلیش‌سنت‌لاسلو
پیلیش‌سِنت‌لاسلو (به مجاری:  Pilisszentlászló) یک شهرداری در مجارستان است که در ناحیه سنت‌اندره واقع شده‌است. پیلیش‌سنت‌لاسلو ۱۷٫۷۵ کیلومتر مربع مساحت و ۱٬۰۹۱ نفر جمعیت دارد.